# Megalotica
Megalotica is een geslacht van vlinders van de familie spanners (Geometridae), uit de onderfamilie Larentiinae.

## Soorten
- M. aphoristis Meyrick, 1899
- M. holobra Meyrick, 1899